# Cronache dell'era oscura
Le Cronache dell'Era Oscura (Chronicles of Ancient Darkness) è una saga di nove volumi scritta da Michelle Paver tra il 2004 e il 2022, che ha come protagonista un ragazzo e un lupo che abitano nella foresta lungo le coste di una zona simile alla Norvegia poco dopo l'era glaciale e prima dello sviluppo dell'agricoltura (circa 6000 anni fa).
I volumi sono stati originariamente pubblicati dalla Orion Children's Books, una divisione della Orion Publishing Group Ltd, mentre in Italia dalla Mondadori, che li ha raccolti anche in due trilogie, intitolate La saga del Lupo e Il cammino del Lupo. Grazie a questa saga, la Paver ha ricevuto nel 2010 il prestigioso Guardian Children's Fiction Prize.
La società preistorica presentata nel libro è piuttosto semplice: la gente è divisa in tribù (nomadi o sedentarie) e ciascuna è rappresentata da un particolare animale o pianta totem. All'interno di ogni tribù ci sono un capo e una persona particolare, che detiene il potere forse più del capo: lo stregone (o la stregona), una persona saggia, non necessariamente vecchia, che conosce l'arte della magia e della soprannaturalità, che può mettersi in contatto con gli spiriti e la natura e con le anime dei defunti, entrando in uno stato di trance per mezzo di erbe o radici magiche.

## Opere della saga

### La magia del lupo(Wolf Brother)
La magia del Lupo è il primo libro della saga. Narra di un giovane ragazzo, Torak, il quale perde suo padre a causa di un Orso demone. L'anima dell'orso è stata anticamente catturata dal nemico giurato del padre del ragazzo e dentro di essa risiede un demone che è intenzionato a distruggere ogni cosa della Foresta che Torak ama tanto. Il ragazzo si trova da solo al mondo e sopravvivere sarà una vera lotta. Prima di morire il padre gli fa fare un giuramento: Torak dovrà trovare la Montagna dello Spirito del Mondo. Torak incontrerà Lupo, un cucciolo che ha perso anche lui la famiglia e che si affeziona al ragazzo, di cui diventa amico. Un giorno andando a caccia Torak uccide un capriolo, che però si trova nel territorio degli uomini della tribù del Corvo, che catturano Torak. Tra di loro c'è Renn, che diventerà la migliore amica di Torak, dopo Lupo.
Una profezia dei Corvi racconta che Colui che Ascolta sconfiggerà l'Orso demone: Torak è Colui che Ascolta (ha la capacità di parlare con i lupi) e per portare a termine il suo compito deve trovare i tre pezzi più potenti del Nanuak. Torak fugge per cercare la Montagna e Renn lo accompagna per accertarsi che compia il suo dovere. Durante il viaggio incontrano il Viandante, un vecchio della Tribù della Lontra che, impazzito, vive da solo in una valle, che suggerisce ai ragazzi dove potrebbe trovarsi il secondo pezzo del Nanuak. Alla fine Torak riesce a sconfiggere l'Orso, nonostante il fratello di Renn, Hord, muoia tentando di rubare a Torak la gloria dell'impresa. Lupo, che aveva portato il Nanuak alla Montagna, rimane lì con un branco locale.

### Il ritorno del lupo(Spirit Walker)
Torak deve salvare la Foresta da una malattia. Questo lo porta sull'Isola della Foca, dove dovrà affrontare la rabbia del furioso Cacciatore solitario e la malvagità di piccoli esseri che si aggirano furtivi sull'isola, i tokoroth, i quali avevano portato la malattia nella Foresta. I tokoroth sono bambini demone, creati dai Divoratori di Anime, un gruppo di stregoni malvagi dispersi da un incendio: uno di essi è Tenris, lo Stregone della Foca (e fratello del padre di Torak).  Torak si reca sulla costa per cercare la cura, e lì viene rapito da alcuni ragazzi della Tribù della Foca, che lo portano con loro alle Isole. Nel tentativo di provare ai suoi compagni che il tokoroth è sull'isola, Torak cade in una tranello del demone, una rete per le foche; mentre è sott'acqua, il ragazzo vede il mondo con gli occhi un pesce e ne prova le stesse sensazioni; viene salvato da Lupo e Renn, che però rimangono nascosti ai membri della Tribù della Foca.
Tenris inganna Torak promettendogli una cura in realtà inesistente. Il ragazzo, con Bale, Detlan e Asrif, si reca ai Picchi delle Aquile per cercare la radice di selik, il miracoloso rimedio. Per un incidente di percorso, Torak deve saltare in acqua dai Picchi, e prova le sensazioni di una foca. Lo stregone della Foca gli spiega che succede perché Torak è uno spirito errante, una creatura che nasce ogni mille inverni, le cui anime del nome e della tribù possono uscire dal proprio corpo e entrare in quello di altre creature. Tenris vuole impadronirsi del potere del ragazzo, ma con l'aiuto di Lupo, Renn e Bale, Torak riesce a farlo cadere in Mare, dove viene divorato dal Cacciatore a cui aveva ucciso il cucciolo. Di nuovo tra i Corvi, Fin-Kedinn, il capotribù dei Corvi, racconta a Torak e Renn dell'incendio che aveva disperso i Divoratori anni prima: era stato appiccato dal padre di Torak, che si era unito al gruppo quando ancora si facevano chiamare Guaritori e non erano malvagi; quando lo divennero, Pa' aveva cercato di andarsene, ma i Divoratori non lo avevano accettato e avevano cercato di ucciderlo, riuscendoci con l'Orso demone.

### Sulle tracce del lupo(Soul-Eater)
Lupo viene rapito e Torak e Renn ne seguono le tracce fino all'Estremo Nord. Lungo il cammino incontrano nuovamente il Viandante, a cui una donna malvagia aveva rubato il fuoco. Torak decide di far errare il suo spirito in un corvo per trovare la pista dei rapitori, ma questo fa infuriare il vento. I ragazzi vengono salvati da una bufera di neve da un uomo della Tribù della Volpe Bianca, Inuktiluk. Le Volpi Bianche vogliono rimandare Torak e Renn nella Foresta, perché avevano visto che Torak stava per colpire un lupo, violando la legge delle tribù, che imponeva di non uccidere i cacciatori. I due ragazzi, aiutati da Inuktiluk e Akoomik, una donna delle Volpi Bianche, si dirigono verso l'Occhio della Vipera, dove si trovano i Divoratori di Anime. Torak prende il posto del figlio di Akoomik ed entra indisturbato nell'Occhio, per trovare Lupo. Scopre però che i Divoratori vogliono compiere un rito per sottomettere al loro volere i demoni dell'Altromondo, per unificare sotto un'unica legge le tribù e dominarle. Per raggiungere il loro scopo devono sacrificare i nove cacciatori: il gufo, la lontra, la lince, l'orso, l'aquila, la volpe, il lupo, il ghiottone e l'uomo. Torak fa errare il proprio spirito nel corpo dell'orso dei ghiacci e trova la prigione di Lupo, il quale è ferito e malato: per guarirlo dovrà tagliargli la punta della coda. Dopo una breve lotta contro i Divoratori di Anime, Torak, Renn e Lupo fuggono dalla caverna e i ragazzi proseguono via mare.
Vengono però separati da una spaccatura nel ghiaccio: Renn si ritrova su un pezzo di ghiaccio galleggiante e Torak viene accecato dal bagliore della neve; viene poi trovato da Lupo, ma anche dai Divoratori; Seshru, la stregona della Vipera lo marchia con il simbolo dei Divoratori di Anime, un forcone a tre punte per intrappolare le anime, facendo in modo di poterlo richiamare a suo piacimento. Poi il gruppo si mette sulle tracce di Renn. Durante la lotta la ragazza aveva rubato l'Opale di fuoco, la pietra con la quale gli stregoni volevano controllare i demoni: il suo potere può essere neutralizzato seppellendo l'opale nella terra o nella pietra, con una vita in sacrificio. Nef, la stregona del Pipistrello si sacrifica però al posto suo, per estinguere il debito con il padre di Torak, che le aveva salvato la vita. Gli altri stregoni vengono dispersi dall'orso dei ghiacci, richiamato da Torak. Tornati nella Foresta, Fin-Kedinn racconta a Torak e Renn che il padre di Torak aveva appiccato l'incendio che aveva disperso i Divoratori ma durante esso aveva anche distrutto in tre pezzi l'opale di fuoco: quello che era stato seppellito con Nef non era quindi l'unico e la caccia ai Divoratori di Anime è ancora aperta.

### Il coraggio del lupo(Outcast)
Torak viene inseguito da dei ragazzi per un equivoco e uno di essi, Aki della Tribù del Verro, scopre il marchio sul petto di Torak: questo lo porterà all'esilio, durante il quale sarà considerato come morto e dovrà essere ucciso da chiunque lo incontrerà. Viene braccato da Aki e inseguito da Renn e Bale (rimasto nella Foresta dopo la riunione delle tribù), che cercano invece di aiutarlo. Renn spiega all'amico come eseguire un rito per togliere il tatuaggio dei Divoratori, che però fallisce perché Torak ne sente ancora il richiamo. Dopo molte peripezie il ragazzo arriva al Lago Testa d'Ascia, sulla cui riva vive la Tribù della Lontra. Dopo essere sfuggito ad alcuni cacciatori della tribù si rifugia su un'isoletta, dove viene colpito dalla malattia dell'anima, una sorta di pazzia. Renn e Bale, nel frattempo, avevano incontrato i membri della tribù della Lontra, il cui stregone aveva detto loro di dirigersi a est per trovare ciò che cercavano. I due ragazzi si dirigono verso est, dove scoprono che Torak è a ovest e la sua malattia è peggiorata. Renn lancia un incantesimo per guarire il ragazzo ma durante il temporale la canoa di Bale si rompe e non possono raggiungere subito l'amico.
Quest'ultimo viene guarito grazie a due corvi (che chiamerà Rip e Rek) di cui deve prendersi cura e si unisce al branco della Montagna, arrivato sul Lago insieme a Lupo. Decide di recarsi alla sorgente guaritrice per curarsi la ferita della rimozione del tatuaggio, ma qui incontra Seshru, che lo imprigiona e fa errare il suo spirito in una vipera, per mordere Renn. Torak riesce a fuggire e incontra Renn e Bale. Seshru riesce a dividerli rivelando che lei è la madre di Renn: Renn fugge via e Torak la imita, inseguito da Bale. Renn viene raggiunta dalla stregona della Vipera, che però la lascia andare; la ragazza usa il suo potere e capisce che un'inondazione sta per abbattersi sul Lago dal ghiacciaio sulla sponda orientale. Torak scopre che il secondo frammento dell'opale di fuoco era nascosto nel coltello di suo padre. Renn li avverte del pericolo e Torak va ad avvertire le tribù accampate vicino al Lago per dargli la caccia, dopo aver lasciato il coltello a Bale. Durante l'inondazione salva la vita ad Aki, che smette di inseguirlo e lo difende dal proprio padre; anche Fin-Kedinn lo difende, adottandolo. Seshru compare tra gli uomini delle tribù e viene uccisa da Bale: Renn la utilizza come sacrificio per placare l'opale di fuoco. Alla fine Torak viene reintegrato tra le tribù e si riappacifica con Renn.

### La promessa del lupo(Oath Breaker)
Sull'Isola della Foca, Bale viene brutalmente assassinato da Thiazzi, lo stregone della Quercia e Divoratore di Anime. Torak giura di vendicarlo ed è perseguitato dal fantasma dell'amico, perché non era con lui a montare la guardia. Con Lupo, Renn e Fin-Kedinn il ragazzo si mette sulle tracce di Thiazzi nella Foresta Interna, tra due fazioni in guerra. Dopo un incidente, Fin-Kedinn torna dalla Tribù del Corvo. Torak cerca Thiazzi facendo errare il suo spirito negli alberi. I ragazzi vengono catturati dalla Tribù del Cervo Rosso, la tribù della madre di Torak. Lui però riesce a svignarsela e affronta lo stregone della Quercia nel bosco sacro, ma Lupo fa irruzione con una mandria di bisonti e Torak perde l'occasione. Poco dopo una donna dei Cervi Rossi appicca un grande incendio nella Foresta e Torak trova riparo in un rifugio di castori; cerca di ritrovare Lupo e Renn facendo errare il suo spirito in una cavalla sacra, ma mentre è in lei viene catturato da membri della Tribù del Cavallo Selvatico, mentre Renn viene catturata dagli uomini della Tribù dell'Uro. Entrambi i ragazzi vengono portati a un raduno delle due fazioni in lotta, dove Thiazzi vuole unire le tribù della Foresta Interna contro un nemico più grande, le tribù della Foresta Aperta: Torak viene esibito come la loro spia; grazie a Renn e a un uomo degli Uri riesce però a guadagnare tempo e Renn lo fa fuggire. Lei vorrebbe ritornare nella Foresta Aperta per avvertire tutti del pericolo, ma Torak, accecato dalla sete di vendetta, decide di recarsi al bosco sacro per affrontare il Divoratore di Anime, lasciandola sola.
La ragazza ha un colloquio con il saggio stregone dell'Uro, che però si rivela essere Thiazzi stesso: questi la imprigiona nel tronco del Grande Tasso, mentre Torak lotta disperatamente contro di lui per le loro vite. Il ragazzo rompe il giuramento fatto a Bale e si offre a Thiazzi in cambio della vita di Renn. Il gufo aquila di Eostra ruba allo stregone il frammento di opale di fuoco e Thiazzi cade dalla Grande Quercia, morendo. Più tardi Torak riceve molto onore per aver sconfitto il Divoratore e perché per merito suo, secondo le tribù della Foresta Interna, la Grande Quercia sta rimettendo le foglie. Durrain, il capo dei Cervi Rossi, racconta a Torak la storia di sua madre e del sacrificio che compì perché lui potesse sconfiggere i Divoratori di Anime, dando la sua vita allo Spirito del Mondo in cambio del potere dello spirito errante.
Dopo tre mesi senza di Lupo, Torak e Renn decidono di andare a cercarlo: scoprono che si è fatto una famiglia con Pelliccia Scura, una lupa nera del branco della Montagna, con la quale aveva avuto tre cuccioli.

### Il destino del lupo(Ghost Hunter)
Eostra, Stregona del Gufo Aquila e la più potente Divoratrice di Anime, vuole avere il completo dominio sulla Foresta, e per farlo fa sì che Torak le dia la caccia, mandano falene malvagie e malattie, per isolarlo e rubargli i poteri di Spirito Errante. Torak così si incammina di nascosto verso la sua tana, per fronteggiarla. Passa a salutare Lupo e la sua famiglia, che però vengono attaccati dal gufo aquila, che uccide un cucciolo e rapisce il secondo, mentre Pelliccia Scura precipita nel fiume e Lupo vola all'inseguimento del gufo. Fin-Kedinn parte per cercare l'unica persona in grado di sconfiggere la stregona del Gufo Aquila, mentre Renn si mette sulle tracce di Torak. Una tempesta di ghiaccio mandata da Eostra la sorprende nella Foresta e la ragazza si costruisce un rifugio, ma viene intrappolata da un albero caduto, venendo salvata da Torak, che era ancora nelle vicinanze. Dopo la tempesta trovano Lupo, gravemente malato nell'anima, che però trova la forza di salvare Torak dall'attacco di un tokoroth.
Dopo giorni di stenti, i ragazzi si imbattono finalmente in una mandria di renne, rovinando involontariamente la caccia di un gruppo di uomini delle Tribù della Lepre Montana, del Cigno e del Sorbo Selvatico, tra cui c'era un vecchio amico di Torak e Renn, Krukoslik della Lepre Montana, che li accoglie all'accampamento. Le tre tribù sono unite per proteggersi dalla Divoratrice di Anime, e Krukoslik sa dove si trova la Montagna degli Spiriti, il covo della stregona, e fa accompagnare là i ragazzi da una squadra di Cigni. Durante un attacco dei terribili cani di Eostra, Renn si rompe una caviglia e Torak parte così senza di lei, perché deve sconfiggere la stregona prima della Notte degli Spiriti. Viene salvato da un attacco dei cani da Dark, un ragazzo abbandonato sulla Montagna perché albino, che si affeziona molto a Torak. Questi scopre, arrampicandosi in alto, che oltre le montagne non finisce il mondo, ma c'è un'altra Foresta. Poi, con addosso i Segni della Morte, si inoltra nella Montagna solo con Lupo. Renn nel frattempo trova Pelliccia Scura sulla Montagna e se ne prende cura; quando la lupa si riprende la ragazza va a cercare Torak, ma viene trovata da Dark, che la guida a un'altra entrata della Montagna. Insieme assistono al rito che l'ultima Divoratrice compie per richiamare a sé le anime dei Divoratori di Anime morti, mentre Torak fa errare il suo spirito nella stregona per cercare di fermarla, ma invano. L'incantesimo ha però un punto debole: il Viandante, in realtà il settimo Divoratore di Anime: si credeva morto nel grande incendio ma è in realtà vivo, essendo morto il figlio Narik al posto suo.
Torak riesce a bruciare la corda dei capelli dei Divoratori e a sciogliere l'incantesimo che li legava, nonostante il dolore di perdere nuovamente suo padre, ma la stregona prende una ciocca dei capelli del ragazzo e cerca di legare a sé il suo potere, mentre lui deve lottare contro i cani superstiti e i tokoroth, aiutato da Lupo. Il Viandante chiede aiuto al Popolo Nascosto della Montagna, che chiude Eostra nelle fauci di un crepaccio nella caverna. Ma la stregona porta con sé nella caduta anche Torak. Lupo trova il corpo di Torak e poco distante il suo spirito che si arrampica sulla Montagna per raggiungere il Primo Albero: con gentilezza, lo aiuta a rientrare nel corpo. Poco dopo il ragazzo viene trovato da Dark e Renn, sconfiggendo tutti i segni e i presagi che narravano della sua morte. Nel frattempo Pelliccia Scura aveva trovato il suo piccolo, alle falde della Montagna, e subito dopo Lupo li raggiunge correndo. Una volta tornati all'accampamento dei Corvi, Renn è dilaniata dalla voglia di seguire Torak nella Foresta orientale, ma anche dalla carica di stregona, alla quale non ha mai ambito ma che sa di dover ricoprire per via della scomparsa di Saeunn. Fin-Kedinn la toglie però dall'impaccio, comunicandole che il nuovo stregone dei Corvi sarà Dark, che lo vuole. Così, Torak e Renn partono per scoprire la nuova Foresta con i lupi e i corvi, il loro branco.

## Personaggi principali
Torak: il personaggio principale, inizia la serie come un ragazzo di dodici anni ingenuo, difensivo e curioso. Questo ragazzo non vuole intraprendere una missione ma deve farlo per salvare il mondo. Nel corso dei romanzi acquisisce diversi titoli spirituali, tra cui "Spirit Walker", e viene a conoscenza dei titoli posseduti dal suo defunto padre, tra cui "Mangiatori di Anime": quest'ultimo titolo gli causa numerose difficoltà, a causa del suo desiderio di porre fine ai Mangiatori di Anime. e il male che provocano. È lento a maturare emotivamente, ma dal quarto libro in poi viene descritto come più alto e coraggioso, in netto contrasto con il ragazzo basso e magro ritratto nei primi tre libri. Diventa protettivo nei confronti di Renn nei libri successivi man mano che si avvicinano: questo spesso la infastidisce e la frustra. Ha il potere di sconfiggere i Divoratori di Anime e all'inizio disprezza il suo potere: alla fine arriva ad accettarlo.
Renn: la nipote del leader della tribù del Corvo, Fin-Kedinn. Ha un anno meno di Torak ed è descritta come magra e piccola nei primi libri. Successivamente, viene descritta come dura, coraggiosa e si dimostra essere un'esperta nel tiro con l'arco. È stata costretta a diventare una maga per tutta la vita a causa della sua abilità con la magia, ma desidera davvero diventare una cacciatrice. Torak, Lupo e Fin-Kedinn sono i suoi unici veri amici. In tutti i libri, Renn viene spesso descritto attraverso gli occhi di Torak come più vecchio e bello, ma è spesso frustrato dalla sua apparente spensieratezza. Ha anche un pessimo rapporto con suo fratello, Hord, e non è d'accordo con lui molte volte nel primo libro.
Lupo: un lupo, è la guida e il fratello adottivo di Torak. Cresce da cucciolo traballante a giovane adulto nel corso di circa un anno, ma rimane con Torak e Renn per tutta la serie di libri. Da cucciolo la sua pelliccia è grigia, ma man mano che matura la sua pelle si modella in un grigio dorato sfumato di bianco, con una pelliccia dorata intorno alle spalle. All'inizio odia intensamente Renn a causa del modo in cui l'ha trattata quando lui e Torak sono stati catturati per la prima volta, e nei capitoli scritti dal suo punto di vista, inizialmente si riferisce a lei come alla "femmina senza coda": poiché sviluppa affetto per lei comincia a chiamarla sorella di branco . L'autore gli fornisce un vocabolario insolito che spesso descrive esattamente cosa significano le cose per un lupo o qualsiasi altro animale: ad esempio, si riferisce al fuoco come alla bestia luminosa che morde calda . Il lupo alla fine trova una femmina di lupo chiamata Pellicciascura, con la quale produce dei cuccioli.
Fin-Kedinn: è il saggio leader della tribù del Corvo, zio di Renn e infine padre adottivo di Torak. In passato era il migliore amico del padre di Torak e di suo fratello Tenris, entrambi ambiziosi di diventare maghi. Fin-Kedinn era innamorato della madre di Torak, ma amava Fa, il padre di Torak, e lo seguì in esilio quando fuggirono dai Divoratori di Anime. Fin-Kedinn si è guadagnato il rispetto di tutti i clan e anche quello di Lupo, che ammira il "lupo capo che odora di corvo" perché ha le abitudini di un lupo, come dormire solo per brevi periodi di tempo. Sebbene impassibile e rifiutandosi di mostrare emozioni, Fin-Kedinn si preoccupa profondamente sia di Renn che di Torak.
I Mangiatori di Anime: sono un gruppo di maghi che si sono uniti per unire i loro poteri per il bene di tutte le persone chiamandosi "Guaritori", ma si sono corrotti e ora desiderano avere potere su tutti, usando un cristallo chiamato Opale di Fuoco per creare demoni eseguire i loro ordini. Inizialmente c'erano sette maghi nel gruppo. Il defunto padre di Torak, Fa, si unì al gruppo contro il consiglio della moglie, prima di respingere il loro desiderio di prendere il potere. Convocò i sette insieme e frantumò l'opale di fuoco in tre pezzi, provocando un grande incendio che distrusse la foresta. I Divoratori di Anime furono dispersi e il padre e la madre di Torak andarono in esilio. La madre di Torak diede poi alla luce suo figlio, e quando morì poco dopo Fa continuò il suo esilio con suo figlio per 12 anni, prima della morte di Fa all'inizio del primo romanzo. I sette maghi provenivano dalla tribù della Lontra (il Camminatore/Narrander), dal Clan della Foca (Tenris), dalla tribù del Lupo (il padre di Torak), dalla tribù del Pipistrello (Nef), dalla tribù della Vipera (Seshru), dalla tribù della Quercia (Thiazzi) e dalla tribù del Gufo Reale (Estra).
Fa: il padre di Torak, l'ex mago della tribù del Lupo e uno dei sette mangiatori di anime. Sebbene appaia solo brevemente all'inizio de La magia del lupo quando viene ucciso dal demone orso, la sua eredità è la forza trainante dietro l'intero libro. Il suo nome non viene mai rivelato, ma Torak lo chiama sempre "Fa". Un tempo giovane proveniente dalla segreto tribù del Lupo, l'ambizione di Fa era quella di diventare un mago e alla fine ci riuscì, diventando il Mago della tribù del Lupo; nelle parole del leader del clan, Maheegun, Fa è stato il più grande mago che il clan abbia mai avuto ed è riuscito a "diventare lupo per pochi istanti". Tuttavia, Fa era anche ingenuo e facilmente ingannabile in gioventù e credeva ciecamente alle promesse e alle buone intenzioni dei Divoratori di Anime. Quando gli hanno rivelato la loro vera natura, Fa ha cercato di andarsene ma loro si sono rifiutati di permetterglielo. Determinato a annullare il male che aveva creato involontariamente, convocò insieme tutti i mangiatori di Anime e cercò di ucciderli tutti e sette con il fuoco prima di nascondersi con sua moglie. Lo Spirito del Mondo, irritato dai crimini dei Mangiatori di Anime, decretò che il figlio di Fa sarebbe stato colui che li avrebbe distrutti e gli concesse l'antico potere dello spirito camminatore per aiutarlo a portare a termine il suo compito. Fa ha allontanato Torak dalle tribù dopo la morte di sua moglie per impedire ai Mangiatori di Anime di scoprirlo e invece di insegnare a Torak la magia, ha deciso di insegnargli importanti abilità di caccia e tracciamento, che si sarebbero rivelate preziose nella ricerca di Torak per sconfiggere l'Anima. Mangiatori.
Hord: il fratello di Renn. Aiuta inconsapevolmente Tenris, che agisce come un "vagabondo paralizzato", a creare un demone catturando un giovane orso. In tutto il primo libro Hord si comporta ostinatamente e, alimentato dal senso di colpa, crede di dover consegnare lui stesso il sangue di Torak allo Spirito del mondo. Alla fine, segue Torak sulla Montagna dello Spirito del Mondo e cerca di ucciderlo, fallisce e lui e l'orso vengono uccisi da una valanga creata dallo Spirito del Mondo.
Bale: un giovane della tribù della Foca che è anche parente di Torak poiché la nonna paterna di Torak era della tribù Della Foca. Inizialmente iniziano male quando lui cattura Torak e lo porta a Seal Island, ma in seguito diventano amici. Bale appare per la prima volta nel libro Spirit Walker. Bale viene ucciso all'inizio del libro La promessa del lupo dal Mangiatore di Anime di nome Thiazzi.

## Adattamento cinematografico
Nel 2004, la 20th Century Fox ha acquistato i diritti per realizzare i lungometraggi della serie di libri. Il primo libro della serie, La magia del Lupo, è stato opzionato a 250.000 dollari contro 1 milione di dollari. La serie di film sarebbe stata prodotta da Ridley Scott ed Erin Upson. Una sceneggiatura era in produzione, secondo una risposta alla lettera di un fan. Tuttavia, il progetto è stato sospeso. Da allora il progetto è stato ripreso come annunciato in un evento Superfan nel luglio 2012, quando Paver ha rivelato che i libri sarebbero stati trasformati in film per il teatro o la televisione.
Durante un live streaming "Michelle Live" su YouTube e Twitch il 30 marzo 2020, la stessa Paver ha rivelato di aver appena concluso un accordo con Kindle Entertainment e Lionsgate e che sarà realizzata una serie TV live action basata sulla serie. Paver ha dichiarato: "Ho avuto più incontri con i produttori di quanto possa ricordare, ma Anne Brogan e Melanie Stokes di Kindle Entertainment si sono distinte fin dalla prima volta che li ho incontrati. Conoscevano la serie a fondo e - un grande vantaggio per "I loro figli erano fan. I fan di Cronache dell'era oscura hanno aspettative estremamente alte per una serie televisiva e Anne e Mel condividono lo stesso ardente desiderio di creare una serie leggendaria. Affido loro le vite di Torak, Renn e Wolf! Lo so saranno in mani sicure."